# Šibensko-kninska županija
Šibensko-kninska županija jest županija u Hrvatskoj smještena u središnjoj i sjevernoj Dalmaciji. 
U današnjim granicama, utemeljena je 1997. godine te zauzima površinu od 2994 km². Njezina prethodnica je Šibenska županija, osnovana 15. travnja 1993. godine na području bivših općina Šibenik i Drniš. Godine 1997., dvije godine nakon oslobođenja okupiranog područja Republike Hrvatske, raspuštena je Zadarsko-kninska županija i grad Knin ulazi u sastav Šibensko-kninske županije.
Županija se nalazi na krškoj površini, a u svom jadranskom području, ukupno obuhvaća 285 otoka i hridi. Uz to, i vrlo razvedenu obalu, kao i brojne kulturno-povijesne znamenitosti, županija je jedno od visokorazvijenih turističkih područja Hrvatske. Osim turizma, u plodnim krškim poljima razvijena je i poljoprivreda, a u gradskim središtima i poduzetničkim zonama i industrija. U njoj se s 1831 m visine nalazi najviši vrh Hrvatske – Dinara na istoimenoj planini, kao i nacionalni parkovi Kornati i Krka. 
Uz njih, područje Šibensko-kninske županije djelomično zahvaćaju i dva parka prirode Vransko jezero i Velebit.

## Zemljopis
Šibensko-kninska županija smještena je u središnjoj Dalmaciji, na obali Jadranskog mora i u Dalmatinskoj zagori. Obuhvaća krški reljef s brojnim otocima. Županija se proteže u smjeru zapad-istok između 15° 12‘ 22“ i 16° 32‘ 33“ istočne geografske dužine. Najzapadnija točka županije jest svjetionik Otočić Sestrica Vela – Tajer na otoku Sestrica Vela u općini Murter-Kornati, a najistočnija točka nalazi se na granici s Bosnom i Hercegovinom na planini Dinara u općini Civljane oko 9 km istočno od sela Cetina. U smjeru sjever-jug položaj je sljedeći: između 44° 12‘ 56“ i 43 °29‘ 13“ sjeverne geografske širine. Najsjevernija točka je na granici s Bosnom i Hercegovinom, 7,5 km sjeverozapadno od graničnog prijelaza Strmica u blizini Knina, a najjužnija točka je u uvali Kanica u općini Rogoznica na granici sa Splitsko-dalmatinskom županijom i Trogirom. Protezanje županije u smjeru sjever – jug iznosi 42‘ 43“, tj. 82 km, a u smjeru zapad-istok 1° 20‘ 11“, tj. 107 km, od čega na kopnu – 59‘ 06“, odnosno 78 km. Prometni, kao i gospodarski položaj županije također je dobar, osobito s aspekta tranzitne povezanosti lučkih središta – Šibenika, Rogoznice i Skradina. Šibensko-kninska županija ima dobar smještaj u odnosu na ostatak Dalmacije, stoga je i važno raskrižje između juga i sjevera zemlje.

## Geologija
Županija leži na karbonatnim stijenama, na kojima se razvila pedološka podloga u obliku crvenice poznata i pod nazivom terra rossa. Najstarije naslage na području županije su iz mlađega paleozoika, tj. perma, a pronađene su na nekoliko lokacija u Kosovom, Petrovom i Kninskom polju. Naslage iz mezozoika, tj. trijasa pronađene su u području izvora rijeke Krke, dok se jurske naslage najviše mogu pronaći u gorskom okviru Kninskog polja. Kredne naslage grade središnji dio slijeva rijeke Krke, kao i otočni dio županije. Srednji, od Bilušića buka, i donji dio slijeva, tj. najveći dio Sjevernodalmatinske zaravni, izgrađuju naslage iz tercijara. Osim paleogenih, zastupljene su i kvartarne naslage, koja ispunjavaju dna polja. Među kvartarnim naslagama posebno mjesto zauzima bigar – važan za formiranje brojnih slapova na rijeci Krki.
U županiji se prema prirodnim obilježjima mogu izdvojiti dvije različite funkcionalne i prostorne cjeline: primorje s pripadajućim otocima i krška Zagora, koju čine Drniška i Kninska zagora. Glavni oblici reljefa su uzdužni vapnenački grebeni, dolomitsko-laporovite udoline, vapnenačka zaravan i poprečna dolina rijeke Krke. Primorje obuhvaća obalni pojas od Pirovca do Rogoznice s pripadajućim otočnim skupinama, pobrđima i visoravnima u zaleđu. U tom kraju za poljoprivrednu proizvodnju značajna su područja poput Skradinskog polja građena od mekših stijena poput laporca, ali su njihove površine najmanje. Druga cjelina se prostire od primorskih planina sve do Dinare i granice s Bosnom i Hercegovinom. Obuhvaća najveći dio županije i dio je prostrane sjevernodalmatinske vapnenačke zaravni, tj. Miljevačkog platoa i Zagore. Ovdje se nalaze brojne planine – Promina, Veliki Kozjak, Dinara, Svilaja, Moseć, a između kojih se pružaju prostrana i plodna krška polja – Kosovo, Petrovo i Kninsko polje, ispresijecana brojnim rijekama.
Prema genetskoj klasifikaciji, obala županije spada u ingresiono nabrani tip. Nastala je tangencijalnim, tj. horizontalnim nabiranjem, kao dio susjednog dinarskog kopna, a svoj današnji izgled obala je dobila nakon posljednjeg ledenog doba, kada su potapanjem udolina između reljefnih uzvišenja nastali morski kanali, dok su nepotopljena reljefna uzvišenja između njih postali otoci. Takav tip obale, u kojem su otoci izduženi i pružaju se usporedno s obalom i reljefnim strukturama na kopnu, često se naziva i dalmatinskim tipom obale. Na području županije nalazi se 285 otoka, otočića i hridi. Sva su izgrađena od vapnenca. Prema klasifikaciji, spadaju u kontinentalne otoke, nastale tektonskim nabiranjem.
Seizmološki je ovo vrlo aktivan prostor, kao posljedica izraženih tektonskih pokreta. Najveći dio Zagore nalazi se u području seizmiteta od 6 °C po Mercallijevoj ljestvici. Područje gradova Knina i Drniša, kao i obalni pojas nalaze se u zoni seizmiteta od 7 °C, dok se otoci šibenskog arhipelaga nalaze u zoni od 8 °C Mercallijeve ljestvice.

## Reljef i klima

### Reljef
Obala županije iznimno je razvedena s brojnim zaljevima i uvalama. Zračna duljina između krajnjih obalnih točaka na kopnu iznosi 56 km, a stvarna čak 810 km, što čini da koeficijent razvedenosti iznosi visokih 14,5. U uvalama su se razvila naselja i gradovi Pirovac, Vodice, Tribunj, Tisno, Šibenik, Primošten i Rogoznica. Iznad ovih naselja izdižu se blaga uzvišenja vapnenačkog podrijetla – Mačkat, Kozara, Lozovac, Trtar, Kamenar, Sveti Mikul i dr.
Najveća otočna skupina u županiji su Kornati. To je grupa od oko 150 otoka različite površine, čiji je jedan dio s pripadajućim vodama proglašen nacionalnim parkom. Nalaze se u okviru općine Murter-Kornati, dok su ostali otoci raspoređeni između grada Vodica, općine Tisno, grada Šibenika te općina Primošten i Rogoznica. Između kornatskog arhipelaga i otoka Murtera, koje je podijeljeno između općina Murter-Kornati i Tisno, nalazi se prostrano Murtersko more. U okviru grada Vodica nalaze se četiri veća otoka – Prvić, Tijat i Zmajan. Šibensku skupinu čine Zlarin, Drvenik, Sestrica Vela, Veli i Mali Mišjak te Kaprije, Kakan i Žirje razdvojeni Žirjanskim kanalom. Nedaleko od obale Primoštena su otoci Tmara, Smokvica, Maslinovik i Grbavac, a blizu Rogoznice Svilan i Smokvica Rogoznička.
Najviši vrh Republike Hrvatske, a ujedno i Šibensko-kninske županije je Sinjal ili Dinara na planini Dinari, visine 1831 metar u općini Kijevo.

### Klima
Prema Köppenovoj klasifikaciji klime na području županije može se naći nekoliko podtipova umjereno-tople klime (C). Obalni pojas s otocima ima umjereno toplu vlažnu klimu s vrućim ljetom (Csa), tj. sredozemnu klimu, gdje je srednja temperatura najtoplijeg mjeseca u godini veća od 22 °C. Niži dijelovi Zagore imaju vlažno suptropsku klimu (Cfa), dok viši dijelovi imaju nešto svježija ljeta pa je to područje umjereno tople vlažne klime s toplim ljetom (Csb), gdje je temperatura najtoplijeg mjeseca niža od 22 °C. Samo najviši dijelovi dinarskih planina iznad 1200 m imaju umjereno hladnu klimu (D), tj. njezin podtip, vlažnu borealnu klimu (Df). Režim padalina je mediteranski sa zimskim maksimumom i ljetnim minimumom pa su česte ljetne suše. Prosječna godišnja količina padalina kreće se od skoro 800 mm u Šibeniku do 1262 mm u Kninu. Snijeg je vrlo rijedak u obalnom području, dok se gotovo redovno javlja u unutrašnjosti te na vrhovima planina. Bura, koja puše u hladnijoj polovici godine i maestral, koji puše u toplijoj polovici godine najčešći su vjetrovi na području županije. Na prostoru Šibensko-kninske županije nalaze se dvije meteorološke stanice, i to u Šibeniku i Kninu i jedna klimatološka stanica u Drnišu. Državni hidrometeorološki zavod Republike Hrvatske u svojim godišnjacima i redovnim publikacijama objavljuje podatke i vrijednosti za područje grada Šibenika.

## Hidrografija
Županija ima dobro razvijenu mrežu riječnih tokova. Najvažnija rijeka je Krka duga 72 km, koja izvire kod Knina i ulijeva se u Jadransko more kod Šibenika. Njen prirodni početak je potok Krčić, a važnije pritoke su Radljevica, Butižnica i Orašnica s desne, odnosno Kosovčica, Marčinkovica i Prašnica s lijeve strane. Najveća lijeva pritoka Krke je rijeka Čikola duga 47 km s Vrbom u izvorišnom dijelu, koja se u nju ulijeva nizvodno od Miljevaca. Osim slijeva rijeke Krke, na prostoru županije teče još jedan važan tok – Zrmanja, i to u sjeverozapadnom dijelu županije, dok rijeka Cetina izvire u njenom sjeveroistočnom djelu, pokraj sela Cetina.
U Dalmaciji, a ujedno i u Šibensko-kninskoj županiji nalaze se dva od tri najveća jezera u Hrvatskoj: Vransko jezero površine 30 km² između Pirovca i Biograda na Moru, na granici između Zadarske i Šibensko-kninske županije, i Prokljansko, površine 11,5 km², na rijeci Krki, blizu Šibenika.
- Vodopad Krčić kod Knina
- Rijeka Krka
- Skradinski buk na rijeci Krki
- Krka u donjem dijelu toka
- Izvor rijeke Cetine

### Živi svijet
U Šibensko-kninskoj županiji je velika prirodna raznolikost staništa, flore i faune. Na njenom teritoriju prostiru se dvije vegetacije – endem umjerenih listopadnih šuma i sredozemna vegetacija, koji su ovdje predstavljeni s tri ekoregije: dinarskim mješovitim šumama u sjevernim dijelovima županije i na većim nadmorskim visinama, ilirskim listopadnim šumama u priobalju te na padinama planina i tirensko-jadranskim šumama rasprostranjenim na otocima županije.
Od biljnih vrsta u primorskom pojasu, u ekoregiji ilirskih šuma, raste zimzeleno drveće – crnika te alepski i dalmatinski crni bor. Osobito je karakteristična vegetacija obalnog pojasa od Pirovca do Rogoznice, gdje raste makija i garig, tj. mediteranska vegetacija žbunja. Od poljoprivrednih kultura gaje se masline, agrumi i vinova loza. U kontinentalnom dijelu županije sreću se u ilirskim šumama i hrast medunac, crni i bijeli grab. Na visinama preko tisuću metara u dinarskim šumama javljaju se hrastovi, bukva i klek. Biljni svijet otoka je tipično mediteranski, s crnikom, alepskim borom i sklerofilnim žbunjem. More i morske obale nastanjuje veliki broj algi.
Fauna županije iznimno je bogata. Na kopnu živi veliki broj ptica, gmazova, tj. veliki broj guštera i sisavaca, prije svega vukova i medvjeda. Morska prostranstva nastanjuju brojne vrste riba, a ima i morskih pasa, kao i drugih karakterističnih stanovnika vodenih dubina.

## Stanovništvo
Prema popisu iz 2021. u županiji je živjelo 96.381 stanovnika.
| Popis 2011.           | Popis 2011.           | Popis 2011. | Popis 2011.     | Popis 2011.     |
| --------------------- | --------------------- | ----------- | --------------- | --------------- |
|                       |                       |             |                 |                 |
| Hrvati                | Hrvati                |             | 95582 (87.39 %) | 95582 (87.39 %) |
| Srbi                  | Srbi                  |             | 11518 (10.53 %) | 11518 (10.53 %) |
| Albanci               | Albanci               |             | 379 (0.35 %)    | 379 (0.35 %)    |
| Bošnjaci              | Bošnjaci              |             | 204 (0.19 %)    | 204 (0.19 %)    |
| Slovenci              | Slovenci              |             | 159 (0.15 %)    | 159 (0.15 %)    |
| Makedonci             | Makedonci             |             | 76 (0.07 %)     | 76 (0.07 %)     |
| Nijemci               | Nijemci               |             | 72 (0.07 %)     | 72 (0.07 %)     |
| Crnogorci             | Crnogorci             |             | 66 (0.06 %)     | 66 (0.06 %)     |
| Mađari                | Mađari                |             | 64 (0.06 %)     | 64 (0.06 %)     |
| Talijani              | Talijani              |             | 42 (0.04 %)     | 42 (0.04 %)     |
| Slovaci               | Slovaci               |             | 38 (0.03 %)     | 38 (0.03 %)     |
| Česi                  | Česi                  |             | 33 (0.03 %)     | 33 (0.03 %)     |
| Rusi                  | Rusi                  |             | 32 (0.03 %)     | 32 (0.03 %)     |
| Romi                  | Romi                  |             | 22 (0.02 %)     | 22 (0.02 %)     |
| Poljaci               | Poljaci               |             | 19 (0.02 %)     | 19 (0.02 %)     |
| Ukrajinci             | Ukrajinci             |             | 19 (0.02 %)     | 19 (0.02 %)     |
| Rumunji               | Rumunji               |             | 10 (0.01 %)     | 10 (0.01 %)     |
| Bugari                | Bugari                |             | 8 (0.01 %)      | 8 (0.01 %)      |
| Židovi                | Židovi                |             | 8 (0.01 %)      | 8 (0.01 %)      |
| Rusini                | Rusini                |             | 6 (0.01 %)      | 6 (0.01 %)      |
| Austrijanci           | Austrijanci           |             | 4 (0.00 %)      | 4 (0.00 %)      |
| Turci                 | Turci                 |             | 2 (0.00 %)      | 2 (0.00 %)      |
| ostali                | ostali                |             | 172 (0.16 %)    | 172 (0.16 %)    |
| regionalna pripadnost | regionalna pripadnost |             | 106 (0.10 %)    | 106 (0.10 %)    |
| vjerska pripadnost    | vjerska pripadnost    |             | 87 (0.08 %)     | 87 (0.08 %)     |
| neraspoređeno         | neraspoređeno         |             | 7 (0.07 %)      | 7 (0.07 %)      |
| neizjašnjeni          | neizjašnjeni          |             | 416 (0.38 %)    | 416 (0.38 %)    |
| nepoznato             | nepoznato             |             | 224 (0.20 %)    | 224 (0.20 %)    |
| ukupno: 109 375       |                       |             |                 |                 |

Prema popisu iz 1991. na prostoru županije je živjelo 152 477 stanovnika, a 2001. godine 112 891 stanovnik. Uspoređivanjem ovih podataka zapaža se pad broja stanovnika u razdoblju od 10 godina za skoro 40 000, no, prema preporukama Ekonomske komisije UN-a i Statističkog ureda Europske unije – Eurostata, promijenjena je i metodologija načina popisivanja stanovništva.[n 1][n 2] Glavni razlog depopulacije jest rat, razaranja, iseljavanje stanovnika i smanjeni prirodni prirast. Najviše je iseljavanja s prostora otoka i zagorskog dijela županije pa se danas županija smatra iznimno emigracijskim i depopulacijskim područjem unutar Republike Hrvatske. Gustoća naseljenosti iznosi 37,8 stanovnika po km². Najnaseljeniji je primorski dio županije, slijedi ga Kninska zagora, dok je najmanja po broju i gustoći stanovništva Drniška zagora.
U Šibensko-kninskoj županiji 2001. je živjelo 54 666 muškaraca, odnosno 48,42 %, i 58.225 žena, odnosno 51,58 %.[n 3] Prosječna starost stanovništva županije iznosi 41,04 godina. Prema godinama, broj stanovnika je najveći u starosnim skupinama 40 – 44 (8162), i 45 – 49 godina (7906).[n 4]
Prema nacionalnom sastavu po popisu iz 2001. godine, većinu stanovništva čine Hrvati (88,44 %), koje slijede Srbi (9,06 %), Albanci (0,29 %), Slovenci (0,13 %) i Bošnjaci (0,13 %).[n 6] Prema popisu stanovništva iz 1991. godine, Hrvata je bilo 61,7 %, a Srba 34,2 %.
Prema materinskom jeziku 97,99 % stanovništva govori hrvatski, 0,73 % srpski, kojeg slijede albanski s 0,23 %, srpskohrvatski s 0,13 %, slovenski s 0,12 % i hrvatskosrpski s 0,08 %.[n 5] Najveći dio Dalmacije pa i Šibensko-kninske  županije, služi se štokavskim narječjem hrvatskog,[n 5] i u manjoj mjeri srpskog jezika,[n 5] i to ikavskog i ijekavskog dijalekta. Pa je tako mlijeko — mliko ili mleko, bijelo je bilo ili belo, svijet — svit ili svet itd. Obalni i otočni dio županije služi se čakavskim narječjem hrvatskog jezika. U govornom jeziku velik je utjecaj talijanskog jezika – pomidor (pomodoro (tal.)) je rajčica, fruti (frutto (tal.)) je voće, pašta (pasta (tal.)) je tjestenina itd.
Prema vjeroispovijesti, stanovništvo se na popisu 2001. godine izjasnilo na sljedeći način; apsolutnu većinu čine rimokatolici s 86,27 %, nakon čega idu pravoslavci s 8,87 %,[n 7] dok ostatak najvećim dijelom čine agnostici i neizjašnjeni (1,97 %), ateisti (1,77 %) i muslimani (0,34 %).[n 8]
| broj stanovnika | 85163 | 89831 | 92854 | 103302 | 118310 | 130238 | 134215 | 147166 | 148360 | 157405 | 164757 | 161199 | 152128 | 152477 | 112891 | 109375 | 96381 |
|                 | 1857. | 1869. | 1880. | 1890.  | 1900.  | 1910.  | 1921.  | 1931.  | 1948.  | 1953.  | 1961.  | 1971.  | 1981.  | 1991.  | 2001.  | 2011.  | 2021. |

## Upravna podjela
Županija je stvorena od teritorija predratnih općina Šibenik, Drniš i Knin. Po prvotnoj raspodjeli teritorij općine Knin pripadao je Zadarsko-kninskoj županiji, no 1997. je dodijeljen ovoj županiji koja se prije zvala Šibenska županija. 
Županija je podijeljena na 5 gradova i 15 općina.

### Gradovi
| Grad    | Grb | Površina   | Gradska naselja |
| ------- | --- | ---------- | --- |
| Drniš   |     | 355,00 km² | Badanj • Biočić • Bogatić • Brištane • Drinovci • Drniš • Kadina Glavica • Kanjane • Kaočine • Karalić • Ključ • Kričke • Lišnjak • Miočić • Nos Kalik • Pakovo Selo • Parčić • Pokrovnik • Radonić • Sedramić • Siverić • Širitovci • Štikovo • Tepljuh • Trbounje • Velušić • Žitnić                                                                            |
| Knin    |     | 331,71 km² | Golubić • Knin • Kninsko Polje • Kovačić • Ljubač • Oćestovo • Plavno • Polača • Potkonje • Radljevac • Strmica • Vrpolje • Žagrović |
| Skradin |     | 186,79 km² | Bićine • Bratiškovci • Bribir • Cicvare • Dubravice • Gorice • Gračac • Ićevo • Krković • Lađevci • Međare • Piramatovci • Plastovo • Rupe • Skradin • Skradinsko Polje • Sonković • Vaćani • Velika Glava • Žažvić • Ždrapanj |
| Šibenik |     | 433,00 km² | Boraja • Brnjica • Brodarica • Čvrljevo • Danilo • Danilo Biranj • Danilo Kraljice • Donje Polje • Dubrava kod Šibenika • Goriš • Gradina • Grebaštica • Jadrtovac • Kaprije • Konjevrate • Krapanj • Lepenica • Lozovac • Mravnica • Perković • Podine • Radonić • Raslina • Sitno Donje • Slivno • Šibenik • Vrpolje • Vrsno • Zaton • Zlarin • Žaborić • Žirje |
| Vodice  |     | 130,59 km² | Čista Mala • Čista Velika • Gaćelezi • Grabovci • Prvić Luka • Prvić Šepurine • Srima • Vodice |

### Općine
| Općina         | Grb | Površina   | Naselja |
| -------------- | --- | ---------- | --- |
| Bilice         |     | 25,67 km²  | Bilice |
| Biskupija      |     | 133,45 km² | Biskupija • Markovac • Orlić • Ramljane • Riđane • Uzdolje • Vrbnik • Zvjerinac |
| Civljane       |     | 83,28 km²  | Cetina • Civljane |
| Ervenik        |     | 212,08 km² | Ervenik • Mokro Polje • Oton • Pađene • Radučić |
| Kijevo         |     | 74,37 km²  | Kijevo |
| Kistanje       |     | 244,11 km² | Biovičino Selo • Đevrske • Gošić • Ivoševci • Kakanj • Kistanje • Kolašac • Krnjeuve • Modrino Selo • Nunić • Parčić • Smrdelje • Varivode • Zečevo                                                        |
| Murter-Kornati |     | 81,08 km²  | Kornati • Murter |
| Pirovac        |     | 40,97 km²  | Kašić • Pirovac • Putičanje |
| Primošten      |     | 57,18 km²  | Kruševo • Ložnice • Primošten • Primošten Burnji • Široke • Vadalj • Vezac |
| Promina        |     | 139,41 km² | Bobodol • Bogatić • Čitluk • Lukar • Ljubotić • Matase • Mratovo • Oklaj • Puljane • Razvođe • Suknovci |
| Rogoznica      |     | 70,55 km²  | Dvornica • Jarebinjak • Kanica • Ložnice • Oglavci • Podglavica • Podorljak • Ražanj • Rogoznica • Sapina Doca • Stivašnica • Zatoglav • Zečevo Rogozničko                                                 |
| Ružić          |     | 160,28 km² | Baljci • Čavoglave • Gradac • Kljake • Mirlović Polje • Moseć • Otavice • Ružić • Umljanović |
| Tisno          |     | 67,03 km²  | Betina • Dazlina • Dubrava kod Tisna • Jezera • Tisno |
| Tribunj        |     | 15,15 km²  | Tribunj |
| Unešić         |     | 187,45 km² | Cera • Čvrljevo • Donje Planjane • Donje Utore • Donje Vinovo • Gornje Planjane • Gornje Utore • Gornje Vinovo • Koprno • Ljubostinje • Mirlović Zagora • Nevest • Ostrogašica • Podumci • Unešić • Visoka |

## Politika
Predstavničko tijelo županije jest županijska skupština, koja se sastoji od 37 vijećnika.[n 9] Izvršna tijela su župan i županijsko poglavarstvo, dok su upravna tijela upravne službe, odjeli i zavodi.
Županijska skupština kao predstavničko tijelo, koje se bira svake četiri godine na lokalnim izborima, donosi Statut županije, njen proračun i odluke o njegovom izvršenju, odluke o županijskim porezima, naknadama i drugim prihodima, bira i razrješuje dužnosti predsjednika i potpredsjednika županijske skupštine, članove županijskog poglavarstva itd.
Župan je tijelo izvršne vlasti, bira se svake četiri godine na neposrednim izborima većinom od 50% + 1 glas birača izašlih na izbore. Inače ima dva zamjenika, no u slučaju Šibensko-kninske županije uz ta se dva bira još jedan, onaj iz redova srpske nacionalne manjine. Župan izvršava odluke županijske skupštine, vrši nadzor nad zakonitošću rada upravnih tijela županije, ima pravo veta na opći akt skupštine, ako ocijeni da je njime povrijeđen Zakon ili neki drugi propis itd.
Županijsko poglavarstvo je izvršno tijelo vlasti koje čini 13 članova. Predsjednik poglavarstva je župan, a njegova dva (tri) zamjenika su zamjenici predsjednika poglavarstva. Članovi poglavarstva biraju se iz redova skupštine. Poglavarstvo obavlja izvršne poslove, poput utvrđivanja prijedloga Statuta i proračuna županije, donosi prijedloge općih akata, upravlja imovinom županije itd.
Prema rezultatima posljednjih lokalnih izbora održanih 16. svibnja 2021. godine županijska skupština ima sljedeći sastav: 14 vijećnika iz redova HDZ-a, 7 vijećnika iz redova Nezavisne liste Stipe Petrina, šest vijećnika iz redova kandidacijske liste grupe birača – Marko Jelić, po tri vijećnika iz redova SDP-a te koalicije Mosta, Domovinskog pokreta i Loze te po dva vijećnika iz redova SDSS-a te koalicije Hrvatskih suverenista, HKS-a, Hrasta i Neovisnih za Hrvatsku.
Županija ima svoj grb i zastavu, čiji su izgled i upotreba regulirani zakonom. Grb županije je crveni štit na kojemu se nalazi zlatna stilizirana kruna iz razdoblja starih hrvatskih vladara i uspravljeni starohrvatski mač, čija je drška zlatne, a oštrica srebrne boje. Zastava je u omjeru 1:2 i morsko plave je boje, koja simbolizira Jadransko more, a u gornjem i donjem dijelu su dvije uske vodoravne srebrne trake, koje simboliziraju rijeku Krku. Dan županije je 17. svibnja, i predstavlja sjećanje na isti datum 1997. godine, a kada je konstituiran prvi saziv skupštine Šibensko-kninske županije.

## Povijest
Prema Zakonu o područjima županija, gradova i općina iz 1992. godine, kojim su stvorene županije, od nekadašnjih velikih općina Šibenik[n 11] i Drniš[n 12] utemeljena je Šibenska županija. Nekadašnja velika općina Knin[n 13] istim je Zakonom pripala Zadarsko-kninskoj županiji u kojoj je s ostalim općinama sa srpskom većinom činila Kotar Knin. Takva teritorijalna organizacija nikada nije zaživjela, jer su u razdoblju od 1991. do 1995. godine, za vrijeme Domovinskog rata, Knin i veći dio sjeverne Dalmacije i Dalmatinske zagore činili dio Republike Srpske Krajine te su tako de facto bili izvan kontrole vlasti u Zagrebu. U današnjim granicama županija postoji od 1997. godine, kada je teritorij nekadašnje općine Knin izdvojen iz Zadarske županije i pripojen Šibensko-kninskoj županiji. Ustavnim odredbama iz 2000. godine, kotar kao oblast prestao je postojati pa su u današnjoj teritorijalnoj organizaciji Republike Hrvatske osnovne jedinice samouprave: županija, grad i općina. Danas Šibensko-kninska županija zahvaća ukupnu površinu od 5670 km², od čega je 2994 km² u kopnenom dijelu. Podijeljena je na 5 gradova i 15 općina, koji su sačinjeni od ukupno 194 naselja. Sjedište županije grad je Šibenik.

## Gospodarstvo
Gospodarstvo Šibensko-kninske županije je u razvoju. Najzastupljenije grane jesu poljoprivreda, industrija i turizam. Zahvaljujući stranim investicijama i Vladinim programima vezanih za gospodarske djelatnosti, izrađeni su planovi o izgradnji industrijskih i privrednih zona u okviru većih županijskih centara. Gospodarski najrazvijeniji gradovi u županiji su Šibenik i Drniš. Najveći broj stanovništva je zaposlen u tercijarnom sektoru, slijede zatim primarni pa sekundarni sektor.
Primarnim sektorom dominira poljoprivreda, koja je u županiji dobro razvijena. U plodnim krškim poljima uzgajaju se prehrambene kulture poput pšenice, ječma, zobi, kukuruza, krumpira, rajčice, a na otocima i primorju pogodna je klima za bavljenje voćarstvom, posebno za uzgoj južnog voća, zatim maslinarstvom, kao i vinogradarstvom pa na prostoru županije ima nekoliko vinarija od kojih je najpoznatija šibenski Vinoplod. Stočarstvo je zastupljeno u sjevernom delu županije u općinama gdje se pružaju visoke planine dinarskog krša – Moseć, Kozjak, Promina, Dinara. Šumarstvo je grana kojom se intenzivno bave stanovnici s područja Zagore, tj. Ružića, Unešića, Promine, Ervenika i Knina. Ribolov je važna grana za Šibensko-kninsku županiju; osim morskog ribolova, on je zastupljen i na rijekama Krki i Čikoli, a lov je dobro razvijen u dinarskom pojasu, gdje se mogu susresti manji sisavci i zvijeri – zečevi, srne, lisice, fazani.
U sekundarnom sektoru zastupljene su sljedeće industrijske grane: ekstrakcija kamena, prehrambena industrija, industrija alkoholnih proizvoda, kemijska i metalna industrija, prerada plastike, građevinska industrija, brodogradnja, recikliranje proizvoda, hidroenergetika. Najvažnija su gospodarsko-industrijska središta Šibenik, Drniš, Primošten, Vodice i Tisno.
Najveći broj tvornica smješten je u Šibeniku, kao industrijskom središtu županije. TEF — Tvornica elektroda i ferolegura bila je industrijski gigant grada Šibenika sve do propasti i rušenja pogona sredinom 1990-ih. U Šibeniku radi i tvornica Impol-TLM (prije samo TLM), ali smanjenim kapacitetom. U Drnišu se nalazi Aluflexpack Drniš, bivši TOF — Tvornica oplemenjenih metala i GIRK Kalun, koji se bavi ekstrakcijom i obradom kamena. Treba spomenuti i DIV (bivši TVIK), najveću tvornicu vijaka u Europskoj uniji u Kninu. Najveće brodogradilište u županiji je Iskra brodogradilište 1 u Šibeniku osnovano 1905. kao brodogradilište za remont i popravak brodova austrougarske ratne mornarice. U naselju Betina u sastavu općine Tisno, nalazi se i malo brodogradilište s tradicijom dugom 260 godina. Industrija Šibensko-kninske županije u blagom je usponu, nakon teškog razdoblja izazvanog zbog Domovinskog rata i gospodarske tranzicije. Jedan od načina revitalizacije industrijske proizvodnje ostvaruje se putem osnivanja poduzetničkih zona.
Na 3,5 km istočno od Šibenika na površini od 549 ha izgrađena je poduzetnička zona Podi u kojoj su smještene tvrtke i poduzeća različitih profila. Trenutačno se u okviru nje nalazi šezdesetak tvrtki koje se bave građevinarstvom, preradom stakla, obnovljivim izvorima energije itd. Na kilometar udaljenosti od Drniša smještena je Poslovna zona Drniš s infrastrukturnim kapacitetima za proizvodne, poslovne i trgovačke djelatnosti, kao i za gradnju istraživačkih centara i tehnoloških parkova. Trenutačno se u zoni nalaze brojna poduzeća iz građevinske i trgovinske djelatnosti, proizvodnje ambalaže, građevinska stovarišta, pogoni za reciklažu i obradu drveta i dr., a u naselju Radonić je Poslovna zona Radonić koja je u razvoju. U Vodicama je u planu izgradnja industrijske zone Čista čija je namjena grupiranje i bolje organiziranje gospodarstva ovoga područja.
Kako rijeka Krka s pritokama ima velik hidroenergetski potencijal, isti je iskorišten za proizvodnju struje pa se na teritoriju županije nalazi pet hidroelektrana – HE Golubić na Butišnici, sagrađena 1981., HE Miljacka, najveća od njih, sagrađena 1906. godine, HE Jaruga, podignuta 1903. godine kod Skradinkog buka i mala MHE Krčić na Krčiću, koje su u sastavu Hrvatske elektroprivrede, kao i HE Roški slap kojom upravlja privatna kompanija Hidrowatt. Hidroenergetski potencijal rijeke Krke i njenih pritoka nije u potpunosti iskorišten pa ostaje prostora za gradnju novih malih hidroelektrana. Na području županije trenutačno radi i jedna vjetroelektrana Trtar-Krtolin, a u planu je i gradnja novih vjetroelektrana.
Od uslužnih djelatnosti tercijarnog sektora vodeći je turizam. Najveći turistički centri svakako: su Šibenik, Vodice, Skradin, Tribunj, Pirovac, Primošten i Rogoznica. Bogata ponuda i veliki broj turista iz inozemstva koji se svake godine povećava, čine ovaj gospodarski sektor najprofitabilnijim, najrazvijenijim i najzastupljenijim. Ugostiteljstvom se u sklopu turističke ponude, najviše bavi stanovništvo primorskih mjesta od Pirovca do Rogoznice, kao i u predjelima oko značajnijih turističkih središta. Trgovina je također važna gospodarska grana u županiji. Na prostoru velikih gradova, a osobito u njihovim predgrađima izgrađeni su veliki trgovinski centri – Plodine; Konzum, nekad iz koncerna Agrokor, danas Fortenova grupe; slovenski Mercator; Vodičanka, ...

## Promet
Županijsko središte Šibenik i ostala obalna mjesta Jadranskom su magistralom povezana s cijelom hrvatskom obalom i gradovima na njoj – Biogradom na Moru i Zadrom ne sjeveru, kao i Trogirom, Splitom, Makarskom i Dubrovnikom na jugu. Regionalni putevi povezuju veća županijska središta u smjeru unutrašnjosti, tj. Šibenik i Knin s granicom s BiH. Godine 2005., dovršetkom dionica autoceste A1, popularno zvane Dalmatina, od Karlovca do Splita omogućeno je još brže povezivanje županije s kontinentalnom unutrašnjosti zemlje, kao i s južnim dijelom Dalmacije. Željezničkom prugom Šibenik je preko Perkovića povezan s ostalim županijskim središtima – Drnišem i Kninom, kao i s drugim gradom po veličini u Hrvatskoj – Splitom. Knin je najvažnije željezničko čvorište Dalmacije, s obzirom na to da je isti preko Benkovca povezan sa Zadrom, preko Gračaca s Gospićem, Karlovcem i Zagrebom, a preko Bihaća u Bosni i Hercegovini sa Siskom i Zagrebom. Šibenska luka predstavlja važnu vezu županije s ostalim lučkim središtima Hrvatske – Zadrom i Rijekom na sjeveru te Splitom i Dubrovnikom na jugu, kao i otocima u šibenskom arhipelagu. U županiji nema zračne luke, tako da se zračni promet prema Zagrebu i ostatku Europe i svijeta, odvija preko susjednih zračnih luka Split u Kaštelima udaljenom 45 km od Šibenika te Zadar u Zemuniku Donjem, koji je 50 km udaljen od Šibenika.

## Obrazovanje i sport
U županiji postoje 23 osnovne škole, 13 srednjih škola, kao i dva veleučilišta. Šibenik je kao središte županije i njen obrazovni centar. Na području Grada Šibenika postoji devet osnovnih i deset srednjih škola, kao i jedno veleučilište sa studijskim smjerovima iz područja društvenih i tehničkih znanosti, turizma, organizacije i informatike. Na području Grada Knina djeluje drugo veleučilište sa studijima iz područja trgovine, poljoprivrede i prehrambene industrije, kao i dvije osnovne i dvije srednje škole. U ostalim gradovima i općinama postoji 12 osnovnih i jedna srednja škola.
Sportske aktivnosti u ovom su području vrlo zastupljene. Postoji desetak nogometnih klubova, među kojima prvoligaš Hrvatski nogometni klub Šibenik, kninska Dinara, unešićka Zagora, Nogometni klub Vodice itd. Od nekoliko košarkaških klubova, najpoznatiji je Košarkaški klub Šibenik, koji je svoje najbolje rezultate postigao dok je u njemu igrao jedan od najboljih hrvatskih, europskih i svjetskih košarkaša, a ujedno i najpoznatiji sportaš s područja županije – Dražen Petrović. S Petrovićem je Šibenik dvije godine uzastopce, 1982. i 1983., bio finalist kupa Radivoja Koraća u kojem je oba puta izgubio od francuskog Limogesa. Godine 1983. KK Šibenik u finalu prvenstva bivše države savladao je Bosnu iz Sarajeva postavši prvakom države. Petrović je karijeru nastavio u Ciboni i Real Madridu, a od 1989. igrao je u NBA-u.
Od ostalih sportova zastupljeni su još i vaterpolo, veslanje, boćanje, tenis, rukomet i odbojka.

## Kultura i običaji
Šibenik je središte županije i njen kulturni centar, tako da se u njemu nalaze važnije kulturne ustanove. Bogat kazališni život Šibenika se do gradnje nove zgrade šibenskog kazališta održavao na više različitih lokacija u gradu. Današnja zgrada kazališta izgrađena je 1870. godine, novcem građana Šibenika te je prva i jedina zgrada kazališta u Hrvatskoj koju nije izgradila država. U vrijeme gradnje s pet stotina sjedišta bila je najveća i najljepša kazališna zgrada u Hrvatskoj. Današnje Hrvatsko narodno kazalište u Šibeniku sljednik je Narodnog kazališta Šibenik osnovanog 1945. godine. Od 1963. prestao je djelovati profesionalni dramski ansambl pa je kazalište nastavilo s poluprofesionalnim radom s nekoliko premijernih predstava na godinu. Teško je oštećeno u granatiranju u rujnu 1991. pa je do kraja obnove i restauracije ostalo zatvoreno sve do 2001. Od 1966. godine u sklopu kazališta počinje djelovati i Festival djeteta u Šibeniku, danas Međunarodni dječji festival, osnovan 1958. godine. Na otvorenoj pozornici ispred šibenske gradske vijećnice na kojoj se festival održava, igrale su brojne predstave domaćih i stranih autora. Posebnost festivala jesu i brojni popratni edukativni i stručno-znanstveni sadržaji. Muzej grada Šibenika osnovan je 1925. godine, a danas se sastoji od arheološkog, kulturno-povijesnog i etnografskog odjeljenja. Djelatnost muzeja je prikupljanje, čuvanje i prezentiranje baštine šibenskog kraja.
Nošnja u ovim krajevima je vrlo karakteristična, od čega je najpoznatija šibenska kapa crvene ili narančaste boje s ukrasima. U županiji se, s obzirom na njen geografski položaj, služe brojni morski specijaliteti, a što su najčešće ribe poput brancina, orada, zubataca ili drugih plodova mora kao što su škampi, lignje, rakovi i sl. Posebno je prepoznatljiv dalmatinski pršut i divlje šparoge, ali i kvalitetno vino – crno, bijelo i prošek.

## Znamenitosti
Katolička crkva ima veliki broj vjerskih spomenika, među kojima je najvažniji spomenik kulture katedrala sv. Jakova u Šibeniku koja se nalazi i na listi zaštićenih spomenika UNESCO-a. Građena je tijekom 15. i 16. stoljeća u tri faze:
- Prva ili Pulšićeva faza, 1431. – 1441. po biskupu Bogdanu Pulšiću, kada su postavljeni temelji.
- Druga ili Jurjeva faza, 1441. – 1473. po arhitektu Jurju Dalmatincu, kada su podignute osnove svetišta. Ovo razdoblje karakterizira ranorenesansni i toskanski stil gradnje.
- Treća faza ili Nikolina faza, 1475. – 1536. po arhitektu Nikoli Firentincu, obuhvaća radove na spajanju zidina, podizanju svodova i konačnom završetku.

Nakon smrti Nikole Firentinca, katedrala je dovršavana i popravljana narednih još 30 godina. Tijekom 16. i 19. st. rađene su značajnije restauracije, a posljednja je izvršena između 1996. i 1997. godine zbog oštećenja kupole za vrijeme granatiranja grada od strane velikosrba tijekom Domovinskog rata.
Iznad šibenske stare gradske jezgre izdižu se tri vrijedna fortifikacijska spomenika – tvrđave sv. Mihovil, sv. Ivan i Šubićevac, kao i jedna pomorska fortifikacija – tvrđava sv. Nikole izgrađena za potrebe obrane grada s mora. Tvrđava sv. Mihovila građena je od 15. do 17. stoljeća. Nalazi se na nadmorskoj visini od 70 m. Arheološkim iskopavanjima, osim ostataka iz doba mletačke uprave nad gradom, pronađeni su i ostatci iz željeznog doba što pokazuje da su Hrvati tvrđavu podigli na mjestu stare ilirske gradine.
Tvrđava sv. Ivana nalazi se sa sjeverne strane stare gradske jezgre. Sagrađena je na brdu visokom 115 m 1646. godine i to samo za mjesec i pol dana, jer su se građani, koji su pomogli u izgradnji, bojali turskih napada iz unutrašnjosti. Brzina gradnje se pokazala opravdanom jer su se već iduće godine oko tvrđave vodile teške borbe s vojskom turskog paše Tekelije. Građena je prema nacrtima Antonija Lenija, mletačkog vojnog inženjera. Tvrđava Šubićevac, poznata i kao Barone, sagrađena je iste godine kao i tvrđava sv. Ivana. Iako smještena niže od tvrđave sv. Ivana, također je odigrala važnu ulogu u obrani grada od turskog napada 1647. godine. Duže vrijeme tvrđava se nazivala Degenfeld, po baronu Degenfeldu, Nijemcu u mletačkoj službi, koji je 1647. obranio grad od Turaka. Tvrđava sv. Nikole sagrađena je u 16. stoljeća u obliku trokuta. Namjena tvrđave bila je obrana grada Šibenika od turskih napada s mora. Sagrađena je na ulazu u morski kanal sv. Ante. Jedna je od najljepših i najjačih morskih utvrđenja na istočnoj obali Jadrana, a odigrala je važnu ulogu u obrani Šibenika za vrijeme Ciparskog i Kandijskog rata.
Mauzolej Ivana Meštrovića ili Crkva Presvetog Otkupitelja grobnica je obitelji poznatog hrvatskog kipara Ivana Meštrovića. Nalazi se u selu Otavice u zaleđu Drniša. Gradila se od 1926. do 1931. godine, prema nacrtima samog Meštrovića, no kapela do danas nije u potpunosti dovršena. Godine 1967. crkva je prema odredbama Zakona o zaštiti spomenika kulture zaštićena kao nepokretni spomenik kulture.
Samostan Visovac na istoimenom otočiću u središtu Visovačkog jezera na rijeci Krki prvi put se spominje 1400. godine. Otok su prvi naselili augustinci, nakon čijeg odlaska su na otočić 1445. pristigli franjevci, koji su zatečeni augustinski samostan proširili. Crkva na otoku sagrađena je 1576. nedugo prije nego što je otok pao pod tursku vlast. Za vrijeme Kandijskog rata samostan je srušen, a crkva teško oštećena. Nakon rata franjevci se ponovno vraćaju na otok, a 1674. sultan Mehmed izdaje ferman – zapovijest, kojom se posjed vraća franjevcima. Ferman se i danas čuva u samostanu kao poseban i rijedak dokument. U samostanu se čuva i sablja narodnog heroja Vuka Mandušića koji je poginuo u borbi s Turcima.
Srpska pravoslavna crkva u županiji organizirana u dalmatinsku eparhiju ima dosta značajnih spomenika među kojima je najznačajniji Manastir Krka. Nalazi se na oko 3 km istočno od Kistanja u kanjonu rijeke Krke. Po legendi podignut je u vrijeme kralja Milutina na mjestu gdje je apostol Pavao držao propovijed. Manastir je podigla Jelena Šubić, žena hrvatskog bana Mladena III. Šubića i sestra cara Dušana oko 1350. godine, posvetivši ga sv. arkanđelu Mihailu. Prvi pisani spomen manastira datira iz 1402. godine. Manastir je građen i dograđivan sve do 18. stoljeća i predstavlja, od samog početka, najznačajniji duhovni i kulturni centar pravoslavlja u Dalmaciji. Crkva je izgrađena u bizantskom, a zvonik, koji je dovršen 1790. godine, u renesansnom stilu. U 17. stoljeću u njemu je osnovana škola za svećenike, a od 1966. godine formirana je i Bogoslovija Sveta Tri Jerarha. Uz bogate rukopisne zbirke tu se čuva i poznati epitrahij, rađen, po legendi, u vrijeme Svetog Save.
Biskupija je mjesto udaljeno 7 km od Knina. Nalazi se na prostoru jezgre srednjovjekovne hrvatske države i predstavlja jedno od najznačajnijih starohrvatskih arheoloških nalazišta. Stari naziv za Biskupiju, najvjerojatnije iz 10. stoljeća, je Pet crkava na Kosovu prema pet crkava na lokacijama Crkvina, Bukorovića podvornica, Stupovi, Lopuška glavica i Sveta Trojica, za čije temelje arheolozi smatraju da potječu iz vremena hrvatskih vladara od 9. do 11. stoljeća. Današnji naziv lokalitet nosi od 11. stoljeća, jer je tada katedrala sv. Marije postala sjedište svih hrvatskih biskupa. Na mjestu stare crkve prema nacrtima kipara Ivana Meštrovića tijekom 1937. i 1938. izgrađena je memorijalna crkva. Tijekom Domovinskog rata crkva je ponovno uništena i trenutačno čeka na obnovu.
Burnum je nekadašnji starorimski vojni logor u kojem su bile smještene XI. i IV. legija rimske vojske. Svrha logora je bila kontrola prelaza preko rijeke Krke. Sastoji se od dva lokaliteta — principija, sjedišta logora i amfiteatra iz 1. stoljeća iz doba cara Vespazijana. Logor je razoren 639. godine za vrijeme avarsko-slovenskih ratova, a njegovi se ostatci se nalaze u mjestu Ivoševci, 19 km udaljenom od Knina.
Kninska tvrđava je građena u razdoblju od 9. do 18. stoljeća. Nalazi se na 345 m nadmorske visine, 100 m iznad samoga grada, nad kojim dominira kao najpoznatiji i najprepoznatljiviji gradski simbol. Neki od hrvatskih kraljeva su u Kninu imali povremenu, dok je kralj Dmitar Zvonimir u Kninu imao stalnu prijestolnicu. Sastoji se od pet međusobno povezanih dijelova, okruženim zidinama dugim skoro 2 km.

## Vanjske poveznice
- Službena stranica

|  | Portal Hrvatske: pristup člancima s tematikom o Hrvatskoj |